# Belanova
Belanova  était  un groupe de synthpop mexicain, originaire de Guadalajara, Jalisco. Les membres du groupe sont Denisse Guerrero (chanteuse), Edgar Huerta (programmation et synthétiseur), et Ricardo « Richie » Arreola (basse et guitare).

## Biographie

### Débuts (2000–2002)
Denisse Guerrero découvre la musique à un âge précoce et décide de poursuivre ses objectifs en étudiant la musique. Après avoir étudié le design de mode à l'Université Autonome de Guadalajara (UAG), elle fait la rencontre d'Edgar Huerta, qui étudiait les sciences de la communication. À cette période, Edgar possède un projet musical qu'il montre à Denisse. Edgar fait la rencontre de Ricardo Arreola qui le convainc d'incarner le projet.
Ils enregistrent une démo trois pistes qu'ils envoient à plusieurs labels sans recevoir de réponse. La démo comprend les morceaux Tú (connu sous le nom de La Muralla), I Wasn't, et Aún así te vas. Le groupe parvient à obtenir un contrat, afin d'enregistrer leur premier album produit par Alex Midi Ortega (membre de Moenia), avec le label indépendant Virus Records. Le label était également chargé de produire leur premier album du groupe Fase (par la suite avorté).

### Cocktail(2003–2004)
Leur premier album, Cocktail, est publié le 14 février 2003. Cependant, il ne reçoit aucune promotion durant les premiers mois. Ce n'est qu'au 30 avril 2003, à la diffusion de la vidéo du premier single Tus ojos, enregistrée dans les rues de Guadalajara, Jalisco, qu'il commence à se faire connaitre. L'enregistrement de la vidéo est réalisée avec la collaboration d'amis et de parents des membres du groupe, parmi eux la sœur de Denisse, l'épouse d'Edgar, la fille de Richie, et les membres de Telefunka, entre autres.
La compagnie automobile Mitsubishi utilise la chanson pour promouvoir sa marque, ce qui permet à Belanova de devenir plus connu. La chanson atteint même la première place dans 13 États du pays.
Le groupe passe les années 2003 et 2004 dans une tournée de 100 dates à travers le Mexique.

### Dulce BeatetFantasía Pop(2005–2010)
En 2005 sort l'album Dulce Beat avec lequel ils accèdent à la renommée internationale. Il se vend à plus de 200 000 au Mexique d'après Amprofon, et à 60 000 aux États-Unis), selon Nielsen SoundScan.
En 2007, leur troisième album, Fantasía Pop, se caarctérise par une sonorité éloignée de l'electropop et plus vers la pop. L'album est publié le 10 septembre 2007 au Mexique et en Amérique latine, et le 11 septembre aux US. L'album est enregistré en Argentine. Le premier single, Baila mi corazón, est diffusé le 2 juillet sur la chaine de radio locale Los 40 Principales. En juillet 2007, le groupe signe un contrat avec Sony Ericsson Mexico pour sortir le modèle W580 en tant qu'édition spéciale Belanova Edition. Le 12 septembre 2007, leur album se serait vendu à plus de 50 000 exemplaires en seulement trois jours au Mexique, et est certifié disque d'or par l'AMPROFON. La promotion du troisième single, One, Two, Three, Go! (1, 2, 3, Go!) débute en 2008. Il est joué sur les chaines de radio locale,. Le clip est publié le 10 juillet, et diffusé sur MTV. Le groupe devient le plus joué depuis avec le single Cada que.... Paso el tiempo est publié comme dernier single de l'album. Par la suite, ils tournent au Mexique, dans l'Amérique ibérique et les US. Belanova est nommé meilleur nouveau groupe par Yahoo! Espana. Baila mi corazón atteint le top des diffusions radio en Espagne, mais les ventes de l'album ne décollent pas,. L'album est certifié disque d'or aux US avec plus de 100 000 exemplaires vendus.
En septembre 2008, les nommés aux Los Premios MTV Latinoamérica 2008 sont annoncés, Belanova étant nommé dans la catégorie du « groupe mexicain ». Il est aussi nommé aux Lunas del Auditorio Nacional et aux Latin Grammys,

### Sueño Electro(2010–2012)
Les quatrième et cinquième albums de Belanova sont enregistrés en même temps, mais publiés séparément sous les titres Sueño Electro I en 2010, et Sueño Electro II en 2011. Le groupe considère Sueño Electro comme « un projet aux multiples facettes ».
Sueño Electro I est nommé en 2011 du Latin Grammy dans la catégorie du « meilleur groupe/album pop/rock ». Il débute sixième de l'AMPROFON Top 100 et neuvième du Billboard Top Latin Albums Chart,.
Sueño Electro II est publié le 6 septembre 2011 au Mexique, aux US, et en Amérique latine, aux formats standards et deluxe It debuted at number eight on the Billboard Top Latin Albums Chart. Au Mexique, il débute 20e de l'AMPROFON Top 100.

## Discographie

### Albums studio
- 2003 : Cocktail
- 2005 : Dulce Beat
- 2007 : Fantasía Pop
- 2010 : Sueño Electro I
- 2011 : Sueño Electro II
- 2013 : TBA
- 2018 : Viaje al centro del corazón

### Albums live
- 2006 : Dulce Beat Live
- 2008 : Tour Fantasía Pop